# Vart tog tomten vägen?
Vart tog tomten vägen? är en julsång skriven och komponerad av Hans Edler, och ursprungligen inspelad av Leif "Loket" Olsson. Det är det fjärde spåret i albumet med God Jul med Leif "Loket" Olsson och Victoriakören från  1993. Låten låg på Svensktoppen under två veckor mellan 11 december och 18 december 1993 med åttonde plats som bästa placering. En musikvideo gjordes med låten. Låten handlar om Jultomten, som fått sparken och letar nytt jobb under jultiden.

### Fotnoter
1. ↑  https://smdb.kb.se/catalog/id/001504175
2. ↑  https://www.nostalgilistan.se/leif-loket-olsson-615/vart-tog-tomten-vagen-1996
3. ↑  https://www.youtube.com/watch?v=BJ44Efk1A7U